# Skötudden
Skötudden är en udde i Finland. Den ligger i Iniö och landskapet Egentliga Finland, i den sydvästra delen av landet, 200 km väster om huvudstaden Helsingfors.
Terrängen inåt land är mycket platt.  Närmaste större samhälle är Gustavs, 18,1 km norr om Skötudden. 